# Thames Challenge Cup
De Thames Challenge Cup is een roei-evenement voor mannen - achten op de jaarlijkse Henley Royal Regatta op de Theems in Henley-on-Thames in Engeland.
Het staat open voor de mannelijke bemanning van een roeiclub. Specifieke Boatclubs uit een universiteit, hogeschool of middelbare school zijn niet toegestaan, noch zijn ploegen die een selectie willen voor een FISA Zwaar - of Lichtgewicht Kampioenschap. Een bemanningslid mag geen roeier zijn die geroeid heeft op Olympische Spelen of een FISA senior wereldkampioenschap of die een medaille won op het Wereldkampioenschap onder de 23 (of de wereld onder 23 Regatta of the Nations' Cup).
Het is dus de internationale topwedstrijd bij uitstek voor homogene clubploegen heren in open gewichtsklasse. Het is voor een ambitieuze roeiclub de ultieme uitdaging in het klassieke genre. Er zijn elk jaar meer dan veertig inschrijvingen. Naast vele Britten dingen er ook een niet onaanzienlijk deel buitenlandse deelnemers naar eremetaal op deze wedstrijd.
Doorgaans zijn dat nationale of gewestelijke (U.S.A.) - kampioenen van deze landen.
De organisatie is strikt in de deelnameselectie en ze zijn ook bijzonder goed geïnformeerd. Men onderzoekt vooraf de loopbaan van elke deelnemer.
Het niveau is vooral vanaf de kwartfinales bijzonder hoog en dan meestal evenwaardig aan de Ladies Plate op dezelfde regatta.
Recente buitenlandse overwinnaars op deze wedstrijd zijn University of Pennsylvania (U.S.A.) 1991 , Brown University (U.S.A.) 1994 en wat Europa betreft Neptune R.C. uit Ierland 1996, het Belgische Koninklijke Roeivereniging Club Gent 2001 en het Duitse Homberger Ruderklub 2003.
In 2019 wist een Nederlandse boot van R.S.V.U. Okeanos het evenement te winnen door in de finale te winnen van regerend kampioen Thames Rowing Club. De laatste Nederlandse overwinning voor 2019 vond in 1895 plaats door de Amsterdamse Studentenroeivereniging Nereus.

## Vanaf 1999
- 1999 Molesey Boat Club "A", UK
- 2000 Molesey Boat Club "A", UK
- 2001 Koninklijke Roeivereniging Club Gent, België ( met slagroeier Thomas Plesters, Jan Pieter Buylaert, Kobe Florquin, Mathias Busschaert en o.a. Eric Wyckhuyse )
- 2002 Leander Club, UK
- 2003 Homberger Ruderklub, Duitsland
- 2004 London Rowing Club "A", UK
- 2005 Henley Rowing Club, UK
- 2006 London Rowing Club "A", UK
- 2007 Leander Club, UK
- 2008 Leander Club, UK
- 2009 Molesey Boat Club "A", UK
- 2010 1829 Boat Club, UK
- 2011 Upper Yarra Rowing Club, Australië
- 2012 Molesey Boat Club, UK
- 2013 Griffin Boat Club, UK
- 2014 FRANKFURTER RUDERGESELLSCHAFT GERMANIA VON 1869 E.V, Duitsland
- 2015 Thames Rowing Club "A", UK
- 2016 Molesey Boat Club "A", UK
- 2017 Thames Rowing Club "A", UK
- 2018 Thames Rowing Club "A", UK
- 2019 R.S.V.U. Okeanos, Nederland